# (12908) Yagudina
(12908) Yagudina est un astéroïde de la ceinture principale.

## Description
(12908) Yagudina est un astéroïde de la ceinture principale. Il fut découvert le 22 septembre 1998 à la station Anderson Mesa par le programme LONEOS. Il présente une orbite caractérisée par un demi-grand axe de 2,66 UA, une excentricité de 0,11 et une inclinaison de 13,6° par rapport à l'écliptique.

## Compléments